# Kamienica przy ulicy Wenecja 3 w Krakowie
Kamienica przy ulicy Wenecja 3 – zabytkowa kamienica znajdująca się w Krakowie, w dzielnicy I Stare Miasto przy ulicy Wenecja, na Piasku.
Kamienica została wzniesiona w 1935 roku według projektu architektów Stanisława Wexnera oraz Henryka Jakubowicza.
Budynek został wpisany do gminnej ewidencji zabytków. Znajduje się na obszarze Piasku, którego układ urbanistyczny został wpisany 15 października 2015 do rejestru zabytków.